# Dhū l-Qaʿda
Der Dhū l-Qaʿda (arabisch ذو القعدة, DMG Ḏū l-Qaʿda) ist der elfte und vorletzte Monat des islamischen Kalenders. 

## Bedeutung
Aus vorislamischer Zeit stammt der Status des Dhu l-qaʿda, wie auch des Dhu l-hiddscha, Muharram und Radschab, als haram, was ein Verbot von Kämpfen bedeutet. Der Dhu l-qaʿda hat in Indien den Beinamen Chali, „leer“, da er frei von allgemein gültigen Festtagen ist.
In Indien wird im Dhu l-qaʿda das Heiligenfest des Gesudaraz gefeiert.
Im Dhu l-qaʿda gelten für manche der zweite und der dritte Tag als negativ.